# DAF 55
Der DAF 55 war ein von 1967 bis 1972 gebautes Automodell des Herstellers DAF.

## Modellgeschichte
Der 55 ging im Dezember 1967 in Produktion. Die Karosserie hatte Giovanni Michelotti entworfen. Die Unterschiede zum DAF 44 lagen im Vierzylinder-Ottomotor aus dem Renault 8. Wegen des längeren Motors musste die Vorderradaufhängung geändert werden.  Zu den Dämpferbeinen wurden statt einer querliegenden radführenden Blattfeder Querlenker mit Schubstreben und Drehstabfedern (in Längsrichtung angeordnete Torsionsstäbe) eingebaut.
Mit dem Genfer Salon 1968 folgte eine Coupé-Variante, ab Herbst 1968 der Kombi. Der Motor dieses Modells stammte vom Renault 8. Angeboten wurde eine einzige Ausstattungsvariante, die etwas besser ausgestattet war als der DAF 44 Luxe.
Insgesamt wurden 164.000 Fahrzeuge dieses Modells hergestellt, davon ca. 11.000 als Sportcoupé DAF 55 Marathon, dessen Motor bei gleichem Hubraum mit größerer Verdichtung mehr Leistung brachte.
Der DAF 55 wurde 1972 durch das Nachfolgemodell DAF 66 mit geändertem Grill und neuer DeDion-Hinterachse abgelöst.

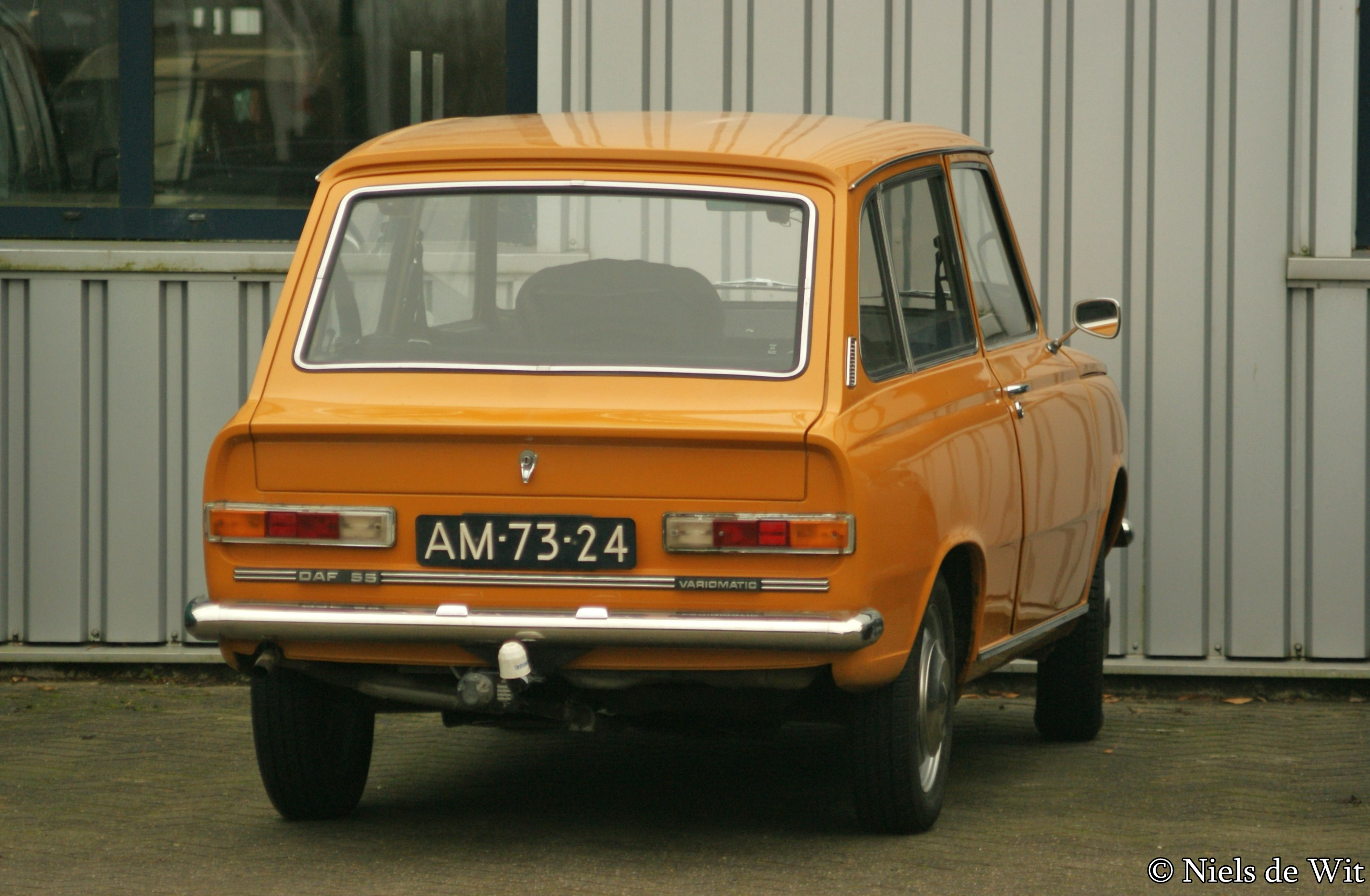
DAF 55 Combi
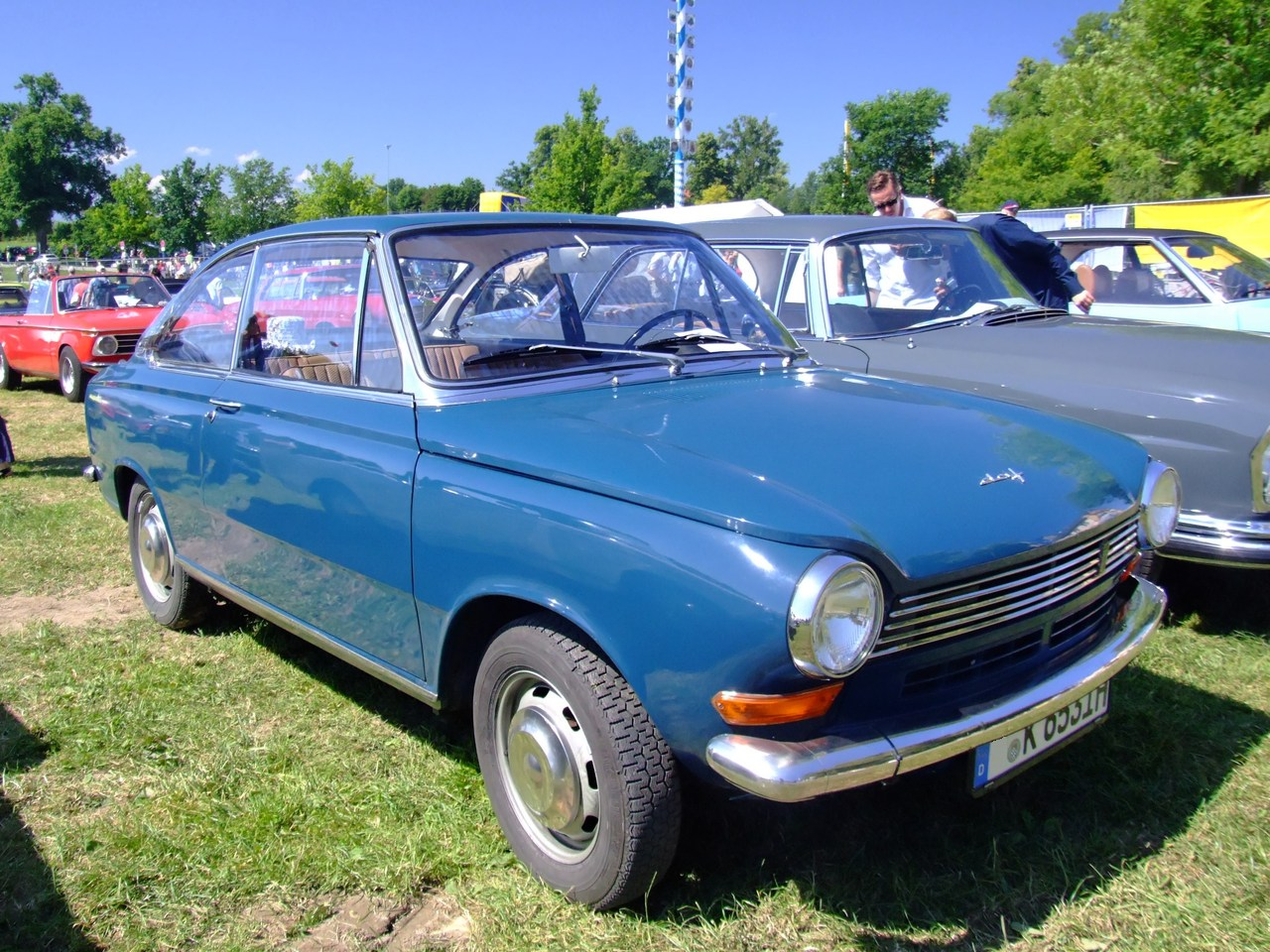
DAF 55 Coupé
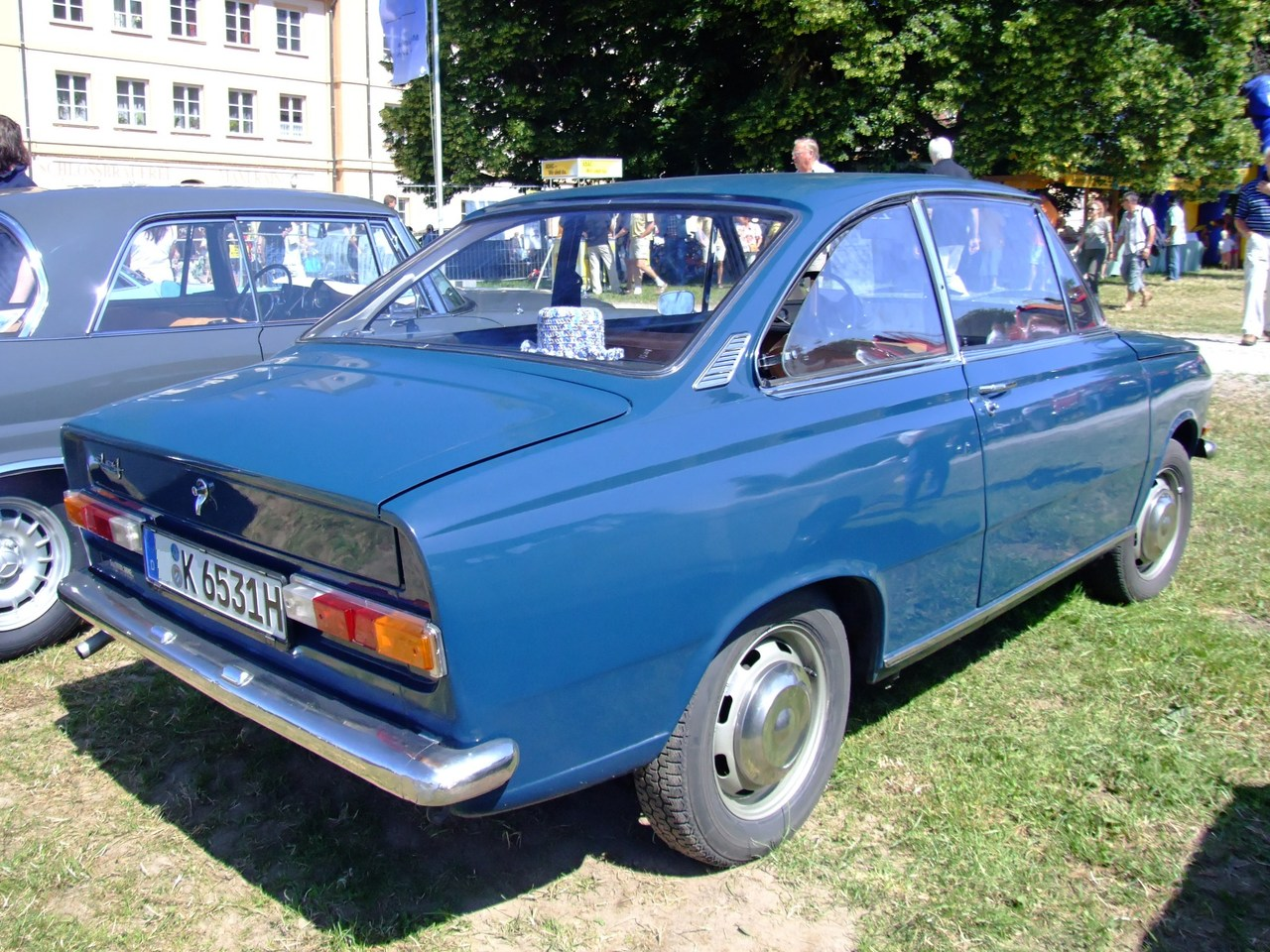
DAF 55 Coupé
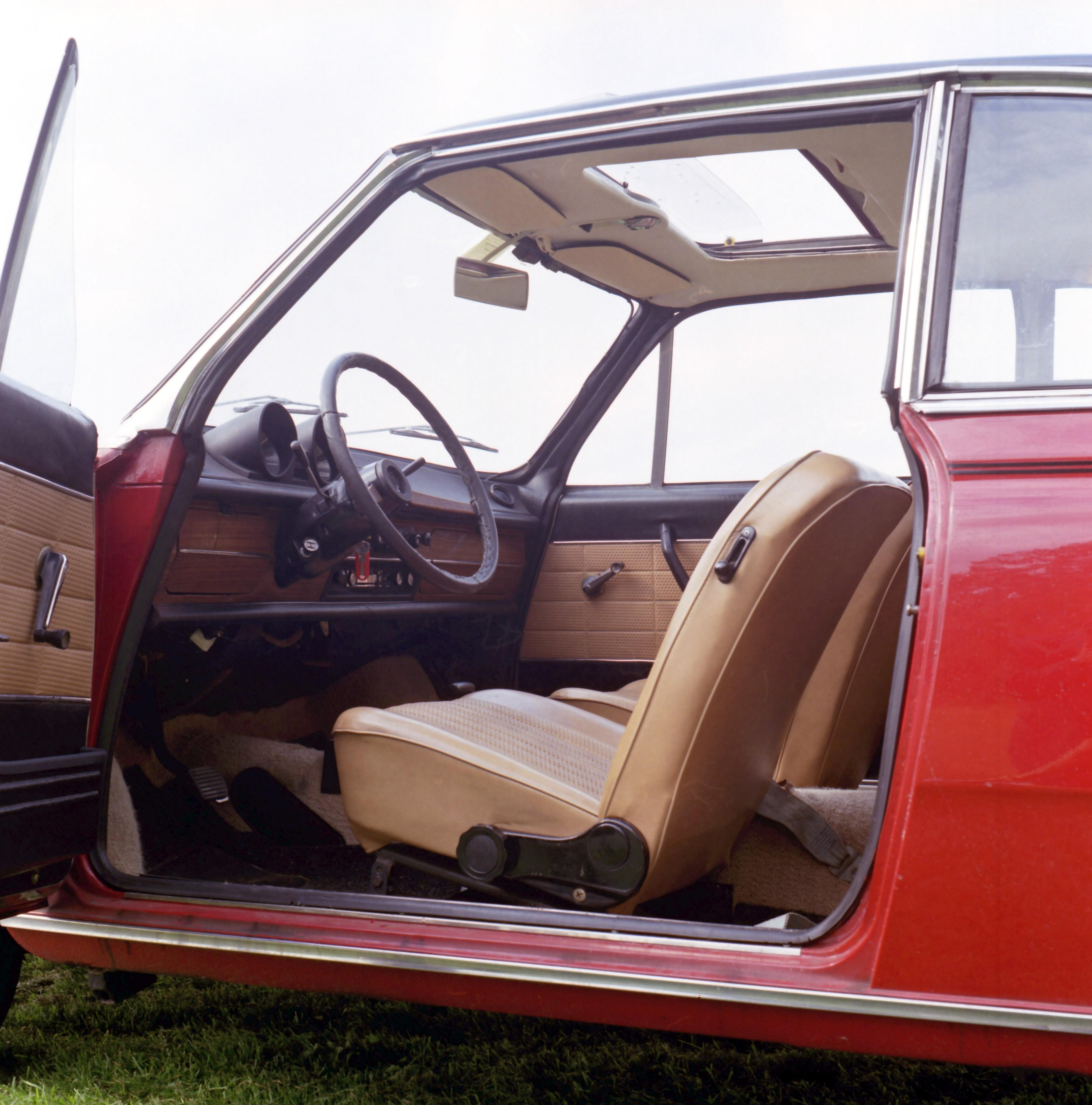
55 Coupé, Innenraum

## Technische Daten

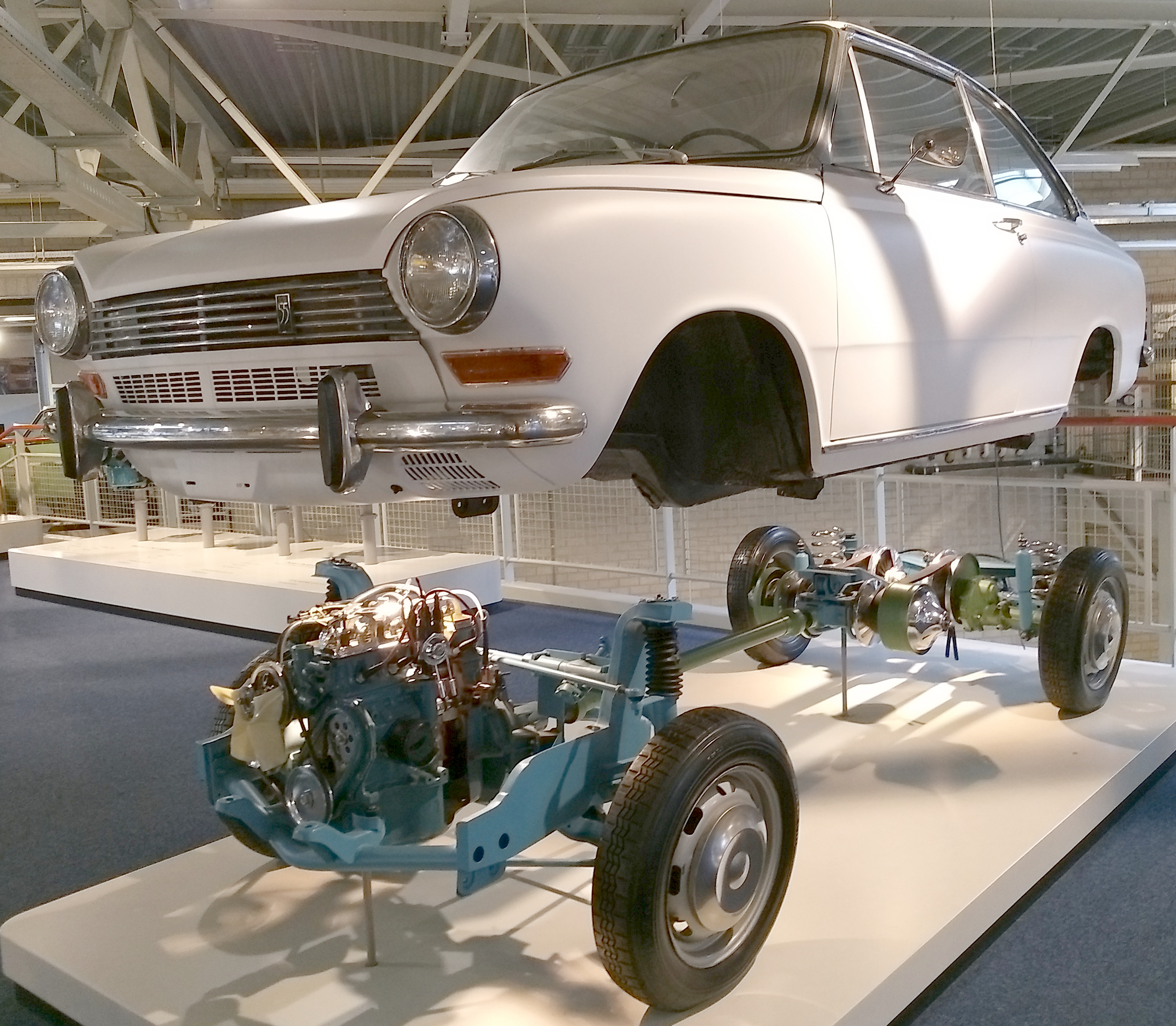
Museuminstallation im DAF-Museum mit getrennter Karosserie und Fahrwerk

- Motor: 4-Zylinder-Reihenmotor (Viertakt) (Renault)
- Bohrung × Hub: 70 mm × 72 mm
- Leistung: 33 kW (45 PS) bei 5000/min
- Max. Drehmoment: 77 Nm bei 2800/min
- Verdichtung: 8,5:1
- Gemischaufbereitung: 1 Horizontalvergaser Solex 32 EHSA
- Ventilsteuerung: Seitliche Nockenwelle, Antrieb über Kette
- Kühlung: Wasserkühlung
- Getriebe: Stufenlose Automatik „Variomatic“; Hinterradantrieb
- Radaufhängung vorn: Querlenker, Dämpferbeine, Torsionsstäbe
- Radaufhängung hinten: Pendelachse, Schraubenfedern
- Bremsen: Scheibenbremsen vorne (Durchmesser 24,8 cm), Trommelbremsen hinten
- Lenkung: Zahnstangenlenkung
- Karosserie: Stahlblech, selbsttragend
- Spurweite vorn/hinten: 1280/1250 mm
- Radstand: 2250 mm
- Abmessungen: 3880 mm × 1540 mm × 1380 (Coupé 1310) mm
- Leergewicht: 785–800 kg
- Höchstgeschwindigkeit: 136 km/h (Coupé 140 km/h)
- Beschleunigung 0–100 km/h: 23 s
- Verbrauch (Liter/100 Kilometer, Werk): 7,5–9,0 Super
- Preis (DM): DM 5994–6660 (1969)